# La Boca

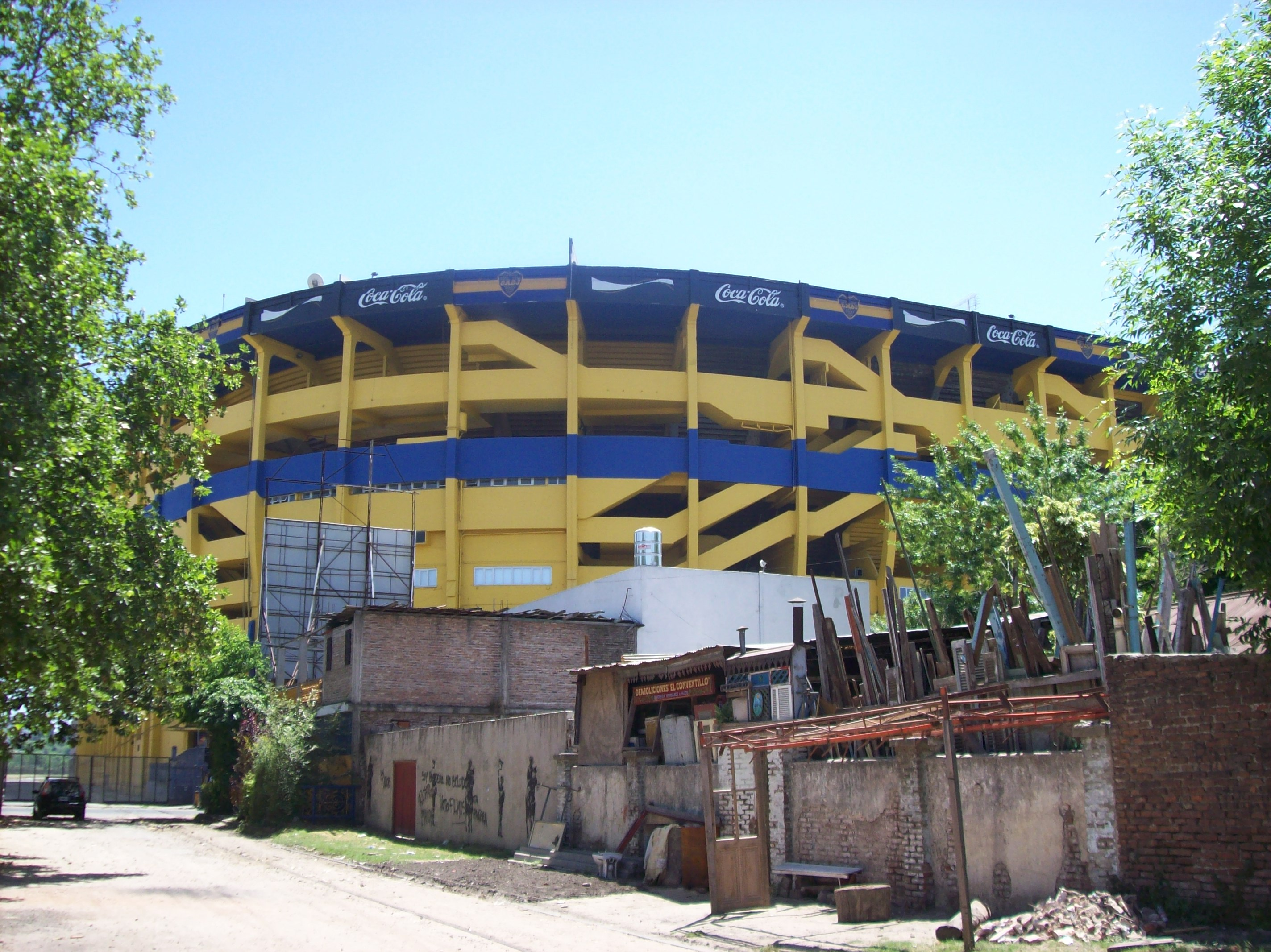
Estadi del Club Atlético Boca Juniors vist des de les vies del Ferrocarril General Roca.

La Boca és un barri de la ciutat de Buenos Aires situat al sud-est d'aquesta i en la desembocadura del Río Matanza (o Riachuelo, com és conegut al seu últim tram). És seu del que va ser el principal port de Buenos Aires, del Club Atlético Boca Juniors (antigament també del Club Atlético River Plate) i, molt possiblement, va ser el lloc on Pedro de Mendoza y Luján va fundar la ciutat el 1536.
Tradicional barri d'acollida de poblacions immigrants, actualment és un centre turístic important de la ciutat.